# Герб Улан-Уде
Герб Улан-Уде — офіційний символ міста Улан-Уде. Вперше прийнято 1790 року, сучасний варіант — 2005 року. Герб внесений до Державного геральдичного регістра Російської Федерації під реєстраційним номером 2022.

## Опис
Офіційний опис герба:
|  | У золотому полі навхрест зелений перекинутий відчинений ліворуч ріг достатку з витікаючими з нього зеленим листям і червоними (червоними) плодами, поверх якого чорний Меркуріїв жезл. Щит увінчаний золотою баштовою короною з п'ятьма зубцями, на центральному зубці зображено «соембо» — традиційний бурятський символ вічного життя, коло, супроводжуваний унизу покладеним у поясі півмісяцем, угорі полум'ям із трьома язиками; у нижній частині корони зображено національний орнамент, що символізує національні традиції… |

Автори герба: сестри Ольга та Юлія Зільберман.

## Символіка
Гербом міста Улан-Уде є історичний герб міста Верхньоудинськ (перейменований в Улан-Уде в 1934 році), найвище затверджений 26 жовтня 1790, оригінальний опис якого говорить: «У золотому полі Меркурієв жезл і ріг достатку на знак, що в тому місті відбувається знатний торг та умови про торг». У верхній частині щита розташована баштова корона, що вказує на статус міста Улан-Уде — столиці суб'єкта Російської Федерації, зображена на центральному зубці корони «Соймбо» — що вказує на приналежність до Республіки Бурятія. У нижній частині щита — стрічка Ордену Трудового Червоного Прапора, на згадку про нагородження міста в 1984 року.

## Історія

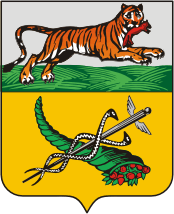
Герб міста Верхньоудинська

З 1786 двічі на рік у Верхньоудинську проводяться ярмарки. Верхньоудинськ поступово перетворюється на основний перевалочно-складський та товаророзподільний центр, стає великим торговим центром.
Герб Верхньоудинська Іркутського намісництва (1782—1803) затверджено Високим Указом Катерини II 26 жовтня 1790 року. До 1920 року був офіційним гербом Верхньоудинська.
Опис герба: «Щит розділений на дві частини: у верхній герб Іркутський. У срібному полі щита бабр, що біжить, а в роту у нього соболь. У нижній частині, в золотому полі, Меркурієве жезло і ріг достатку, на знак того, що в місті відбувається знатний торг і умови про торг». За російськими геральдичними правилами з останньої третини XVII століття у верхній половині т. н. н. «нового» (не історичного) герба мало знаходитися зображення герба губернського міста, а нижньому — емблема підлеглого міста.
Два головні елементи герба, перехрещуючись, візуально утворюють подобу літери «У» — заголовну літеру назви міста, так що герб відноситься до непрямо-голосних з літерами (аналогічно прийнятим у той же час гербам Вінниці (W), Харкова (Х), Хотина (Х) та деяких інших міст Російської Імперії).

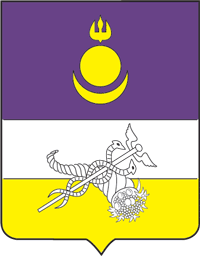
Герб 1998 року

У 1934 році місто Верхньоудинськ було перейменовано на Улан-Уде.
Герб Улан-Уде затверджено Рішенням сесії міськради 24 вересня 1998 року. «Гербовий щит перетятий. У верхньому блакитному полі золоте соембо (з герба Бурятії), у нижньому полі, перетнутому сріблом і золотом, схрещені кадуцей і ріг достатку.»
20 жовтня 2005 року Улан-Уденська міська Рада депутатів затвердила положення про сучасний герб міста Улан-Уде.
У новій редакції змінено кольори: замість попередніх трьох смуг (синій, білий, жовтий) затверджено золоте тло. За рекомендацією Державної геральдічної ради РФ, у верхній частині гербового щита додано зображення корони.